# Adrien Dipanda
Adrien Dipanda, né le 3 mai 1988 à Dijon, est un handballeur français. Il joue au poste d'arrière droit et est actuellement licencié au Saint-Raphaël Var Handball. Il mesure 2,02 m pour 102 à 105 kg. En 2015, il connait ses premières sélections en équipe de France , avec laquelle il est notamment vice-champion olympique en 2016 et champion du monde en 2017. Il prend sa retraite à l'issue de la saison 2023-2024, après 12 années passées au Saint-Raphaël Var Handball, dont six en tant que capitaine du club.

## Palmarès

### En clubs
Compétitions nationales
- Vainqueur du Championnat de France (4) : 2008, 2009, 2010, 2011
  - Vice-champion en 2016
- Vainqueur de la Coupe de France (3) : 2008, 2009, 2010
- Vainqueur de la Coupe de la Ligue (4) : 2007, 2008, 2010, 2011
- Vainqueur du Trophée des Champions (1) : 2010-11

Compétitions internationales
- Finaliste de la Coupe de l'EHF (1) : 2018

### En équipe nationale
Jeux olympiques
- médaille d'argent aux Jeux olympiques de 2016

championnats du monde
- vainqueur du championnat du monde 2017
- Médaille de bronze au Championnat du monde 2019

championnats d'Europe
- 5e place au championnat d'Europe 2016
- troisième au championnat d'Europe 2018

### Distinctions individuelles
- Élu meilleur arrière droit du championnat de France en 2015[5]

## Décorations
- Chevalier de l'ordre national du Mérite le 1er décembre 2016[6]

## Galerie

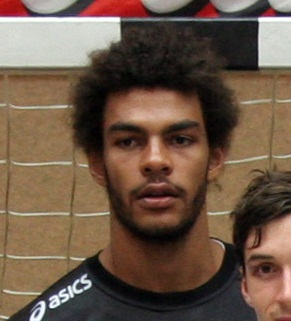
Adrien Dipanda en 2010
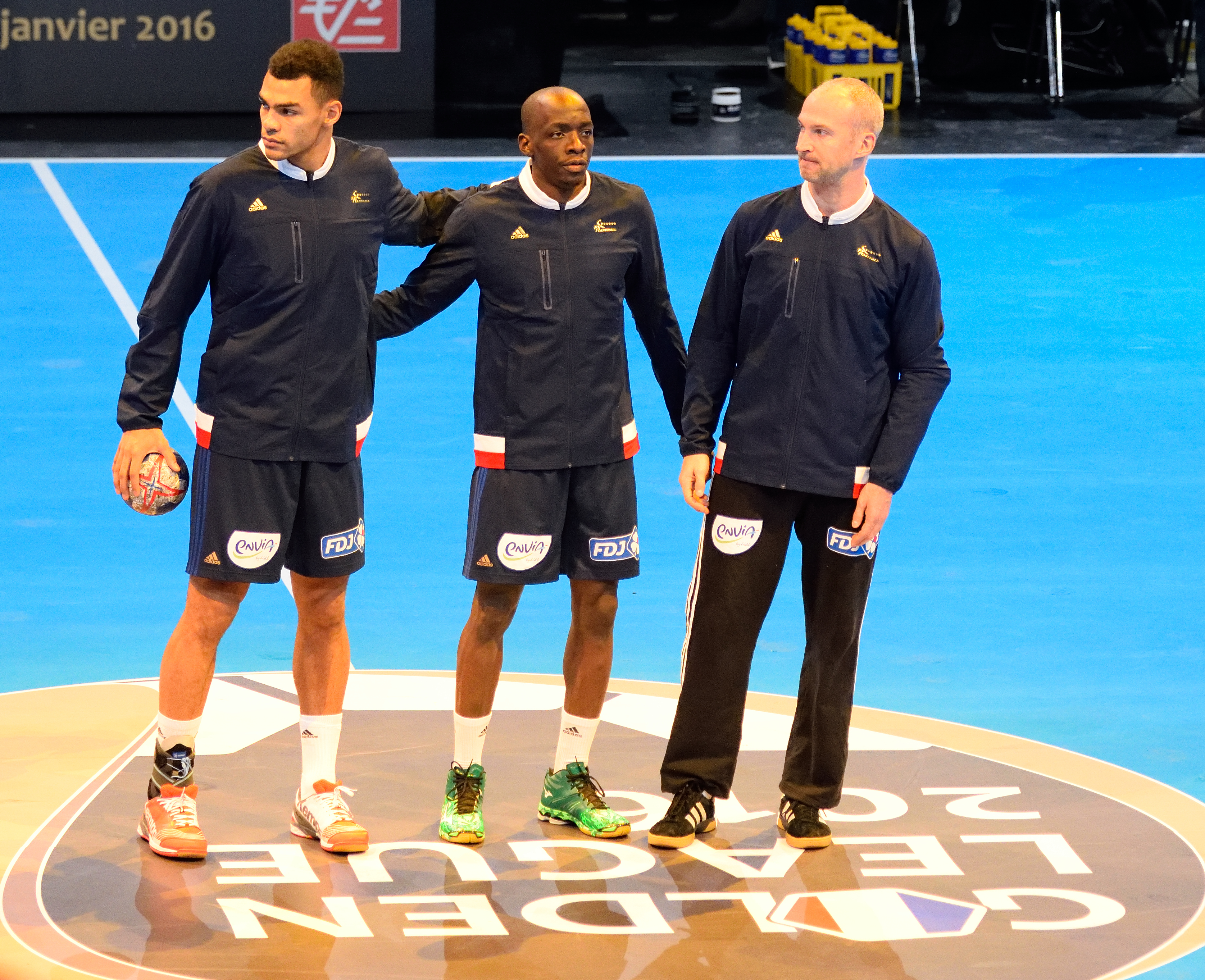
Aux côtés d'Olivier Nyokas et de Thierry Omeyer en 2016.
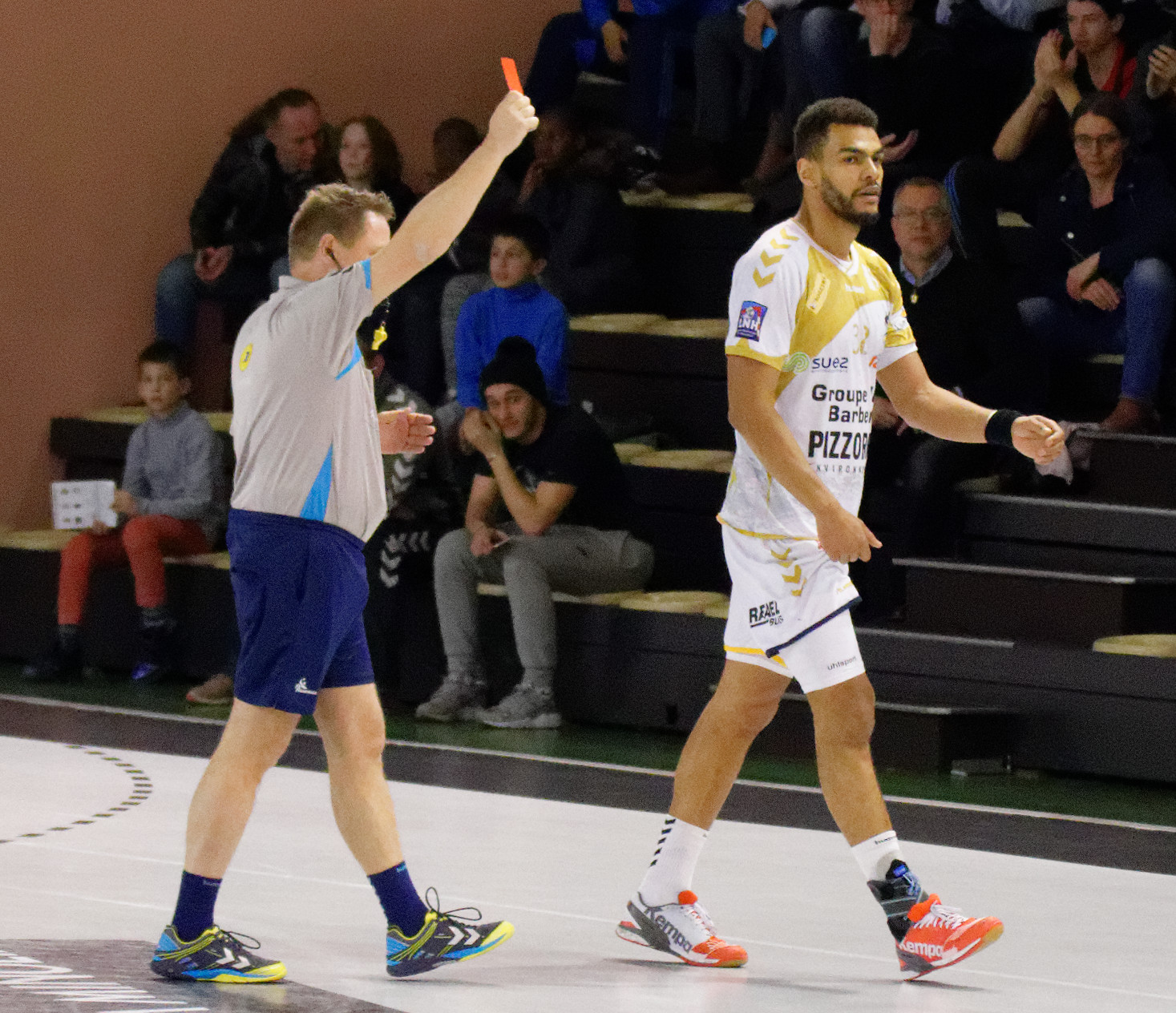
Adrien Dipanda est exclu.